# Miguel de Capriles
Miguel Angel de Capriles (* 30. November 1906 in Mexiko-Stadt, Mexiko; † 24. Mai 1981 in San Francisco) war ein US-amerikanischer Fechter und Professor der Rechtswissenschaften.

## Leben
Miguel de Capriles, der 1920 in die Vereinigten Staaten emigrierte, nahm an drei Olympischen Spielen teil: bei den Olympischen Spielen 1932 in Los Angeles belegte er mit der Degen-Mannschaft den dritten Platz und erhielt mit George Calnan, Frank Righeimer, Gustave Heiss, Tracy Jaeckel und Curtis Shears die Bronzemedaille. 1936 wurde er in Berlin mit der Säbel-Equipe Fünfter. Bei den Olympischen Spielen 1948 in London erreichte er mit der Säbel-Mannschaft wiederum den dritten Platz und sicherte sich neben Tibor Nyilas, James Flynn, Norman Cohn-Armitage, Dean Cetrulo und George Worth seine zweite Bronzemedaille. Er gewann zwölf nationale Titel mit der Mannschaft sowie zehn Titel im Einzel. Bei den Panamerikanischen Spielen 1951 in Buenos Aires war er Mitglied von allen drei US-amerikanischen Mannschaft und gewann sowohl mit der Florett- als auch der Säbel-Equipe die Goldmedaille. Mit der Degen-Mannschaft gewann er Silber.
De Capriles übte in den Staaten verschiedene Funktionärsämter im Fechtsport aus, ehe er von 1961 bis 1964 als erster Nicht-Europäer das Amt des Präsidenten des Fechtweltverbandes bekleidete. Für seine Verdienste um den US-amerikanischen und den internationalen Fechtsport erhielt er 1975 den Olympischen Orden. 1927 machte er seinen Abschluss an der New York University (NYU), an der er drei Jahre später als Mitarbeiter angestellt wurde. 1932 erlangte er an der NYU seinen Masterabschluss, dem 1935 die Promotion in Rechtswissenschaften folgte. Während des Zweiten Weltkriegs arbeitete er als Assistent beim Justizministerium. Im Anschluss wurde er 1947 zunächst außerordentlicher Professor für Recht an der NYU, später Vizedekan und schließlich im Jahr 1964 Dekan der Rechtsfakultät der NYU. 1967 erfolgte die Ernennung zum Vizepräsidenten der Universität, außerdem wurde er deren Leiter der Rechtsabteilung. Im Jahr 1974 zog er nach San Francisco, wo er als ordentlicher Professor für Recht am Hastings College of the Law der University of California lehrte. Er veröffentlichte vor allem zum Gesellschaftsrecht.
De Capriles war verheiratet und hatte zwei Kinder. Sein Bruder José de Capriles war ebenfalls olympischer Fechter.